# Pronothochrysa vivesi
Pronothochrysa vivesi là một loài côn trùng trong họ Chrysopidae thuộc bộ Neuroptera. Loài này được Peñalver et al. miêu tả năm 1995.